# Piran
Ne doit pas être confondu avec Piran (Sénégal).
Piran (/piˈɾáːn/ ; en italien : Pirano /piˈraːno/) est une commune de Slovénie située en Istrie dans la région du Littoral slovène en bordure de la mer Adriatique. Elle est officiellement bilingue slovène et italien.

## Géographie
La commune, d'une superficie de 44,6 km2, marque l'extrémité sud-ouest de la Slovénie. Elle est bordée au sud par la Croatie, à l'est par les municipalités d'Izola et de Koper. Au nord, elle fait face à l'Italie, par-delà le golfe de Trieste. La ville est située sur une étroite péninsule tandis que la station balnéaire de Portorož est située à 5 km au sud, au fond du golfe de Piran.

### Villages
Les localités qui composent la ville sont Dragonja (Dragogna), Lucija (Lucia), Nova vas nad Dragonjo (Villanova), Padna (Padena), Parecag (Parezzago), Piran (Pirano), Portorož (Portorose), Seča (Sezza), Sečovlje (Sicciole), Strunjan (Strugnano) et Sveti Peter (San Pietro dell'Amata).

## Histoire
Le nom de la ville viendrait du mot grec pyr qui signifie feu. En effet, à l'époque grecque, un phare est installé sur la presqu'île et annonce l'entrée du port d'Aegidia, l'actuelle Koper. Les Romains fondent ensuite sur la presqu'île une cité du nom de Piranum après leur victoire sur les tribus voisines. La petite ville tombe dans l'orbite de la république de Venise à partir du XIIIe siècle. La domination durera près de cinq siècles, durant lesquels Pirano restera toujours une fidèle alliée de la cité des doges. En 1692, Giuseppe Tartini naît à Pirano. La place principale de la ville sera nommée en son honneur plusieurs siècles plus tard et une statue en bronze commandée au sculpteur vénitien Antonio Dal Zotto érigée pour le bicentenaire de sa naissance.
Piran/Pirano passe en 1797 sous le contrôle de l'Autriche, jusqu'à son rattachement à l'Italie à l'issue de la Première Guerre mondiale. Enfin, après la Seconde Guerre mondiale, elle fait partie de la zone B du territoire libre de Trieste, sous administration yougoslave, avant d'être réunie à la république yougoslave de Slovénie en 1954.
La baie de Piran, l'un des principaux accès à la mer de la Slovénie, est au centre d'un différend avec la Croatie jusqu'en 2010. À cause d'un litige sur les frontières maritimes, la Slovénie s'est opposée à l'adhésion de la Croatie dans l'Union européenne. En 2010, un accord entre les deux pays est validé, puis ratifié le 5 juin suivant par référendum en Slovénie, avec 51,48 % de oui. Ce vote, qui intervient après celui du Parlement croate, lève définitivement un obstacle important à une adhésion rapide de la Croatie à l'Union européenne, que ce pays espère alors pour 2012. Le 24 octobre 2010, Piran/Pirano devient la première commune d'ex-Yougoslavie à élire un maire noir, Peter Bossman.

## Démographie
Entre 1999 et 2021, la population de la commune de Piran est restée proche de 18 000 habitants,.
Évolution démographique
| 1999   | 2000   | 2001   | 2002   | 2003   | 2004   | 2005   | 2006   | 2007   |
| ------ | ------ | ------ | ------ | ------ | ------ | ------ | ------ | ------ |
| 17 414 | 17 468 | 17 481 | 17 509 | 17 494 | 17 486 | 17 486 | 17 470 | 17 375 |
| 2008   | 2009   | 2010   | 2011   | 2012   | 2013   | 2014   | 2015   | 2016   |
| 17 491 | 17 338 | 17 735 | 17 717 | 17 643 | 17 882 | 17 753 | 17 857 | 17 829 |
| 2017   | 2018   | 2019   | 2020   | 2021   |        |        |        |        |
| 17 782 | 17 643 | 17 671 | 17 676 | 18 457 |        |        |        |        |

## Tourisme

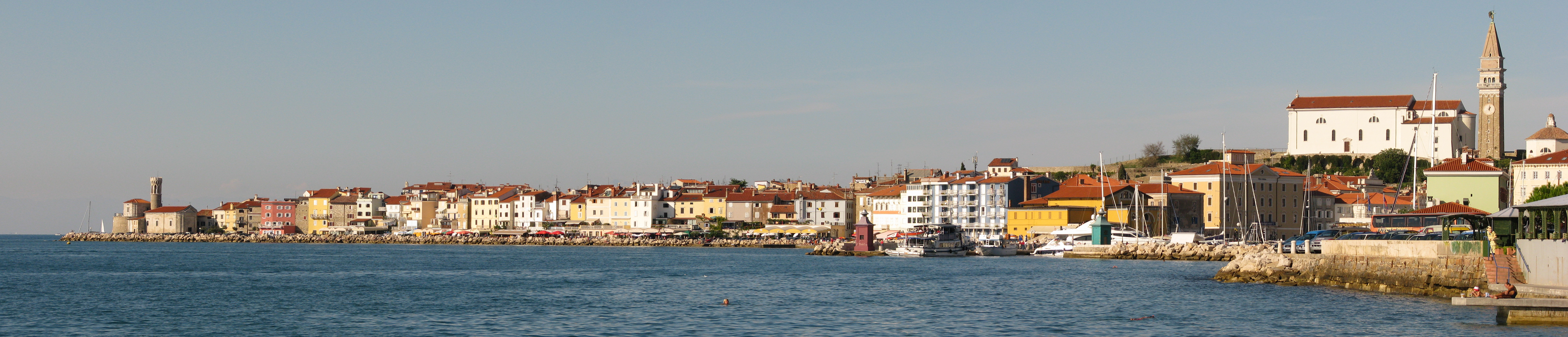
Piran

Piran-ville et son architecture médiévale constitue une des principales destinations touristiques de la côte slovène. Portorož est la plus importante station balnéaire du pays. L'aéroport de Portorož, accolé à la frontière croate, est le troisième aéroport international du pays et dessert non seulement la côte slovène mais aussi les villes italiennes et croates voisines.

## Personnalités célèbres
- Giuseppe Tartini, violoniste et compositeur, né en 1692 à Piran et mort en 1770 à Padoue,
- Cesare Dell'Acqua, artiste peintre, né à Piran en 1821 et mort à Ixelles (Bruxelles) en 1905,
- Peter Bossman, né en 1955, homme politique slovène d'origine ghanéenne, maire de Piran.

## Jumelage
| Ville | Ville           | Pays | Pays              | Période     |
| ----- | --------------- | ---- | ----------------- | ----------- |
|       | Acqualagna      |      | Italie            |             |
|       | Aquilée         |      | Italie            |             |
|       | Bjugn           |      | Norvège           |             |
|       | Castel Goffredo |      | Italie            |             |
|       | Indianapolis    |      | États-Unis        | depuis 2001 |
|       | Keszthely       |      | Hongrie           |             |
|       | La Valette      |      | Malte             |             |
|       | Mangalia        |      | Roumanie          |             |
|       | Ohrid           |      | Macédoine du Nord | depuis 1981 |
|       | Venise          |      | Italie            |             |
|       | Vis             |      | Croatie           |             |
|       | Łańcut          |      | Pologne           |             |

## Galerie

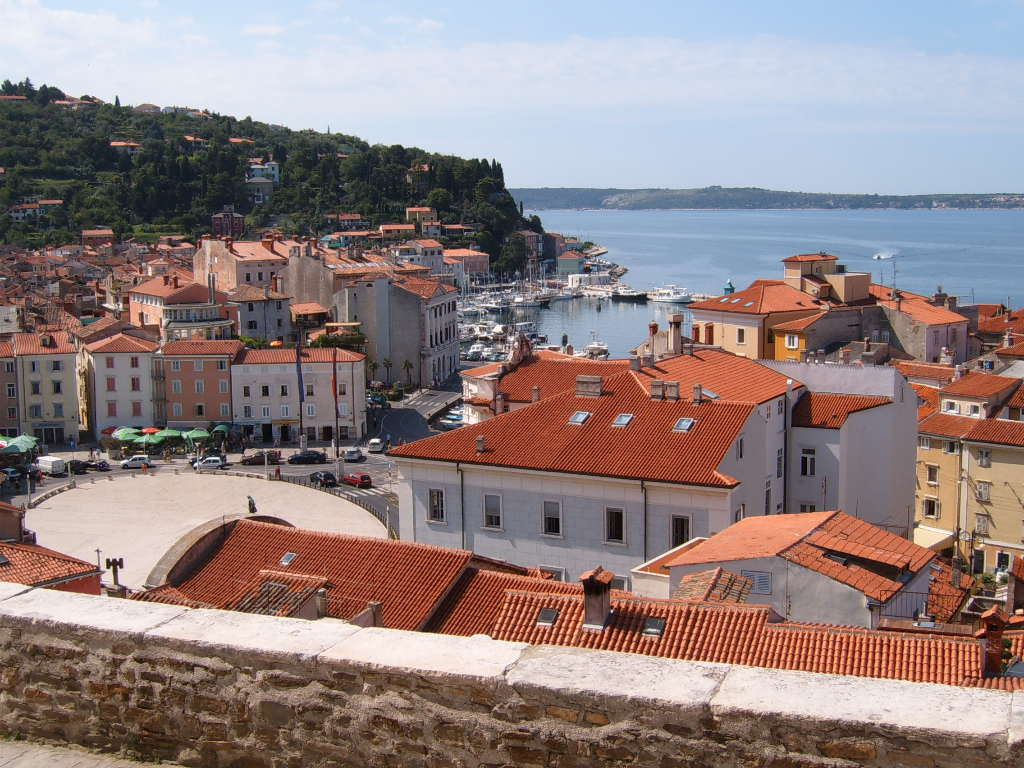
Vue sur la Baie de Piran. En face, la partie croate de l'Istrie
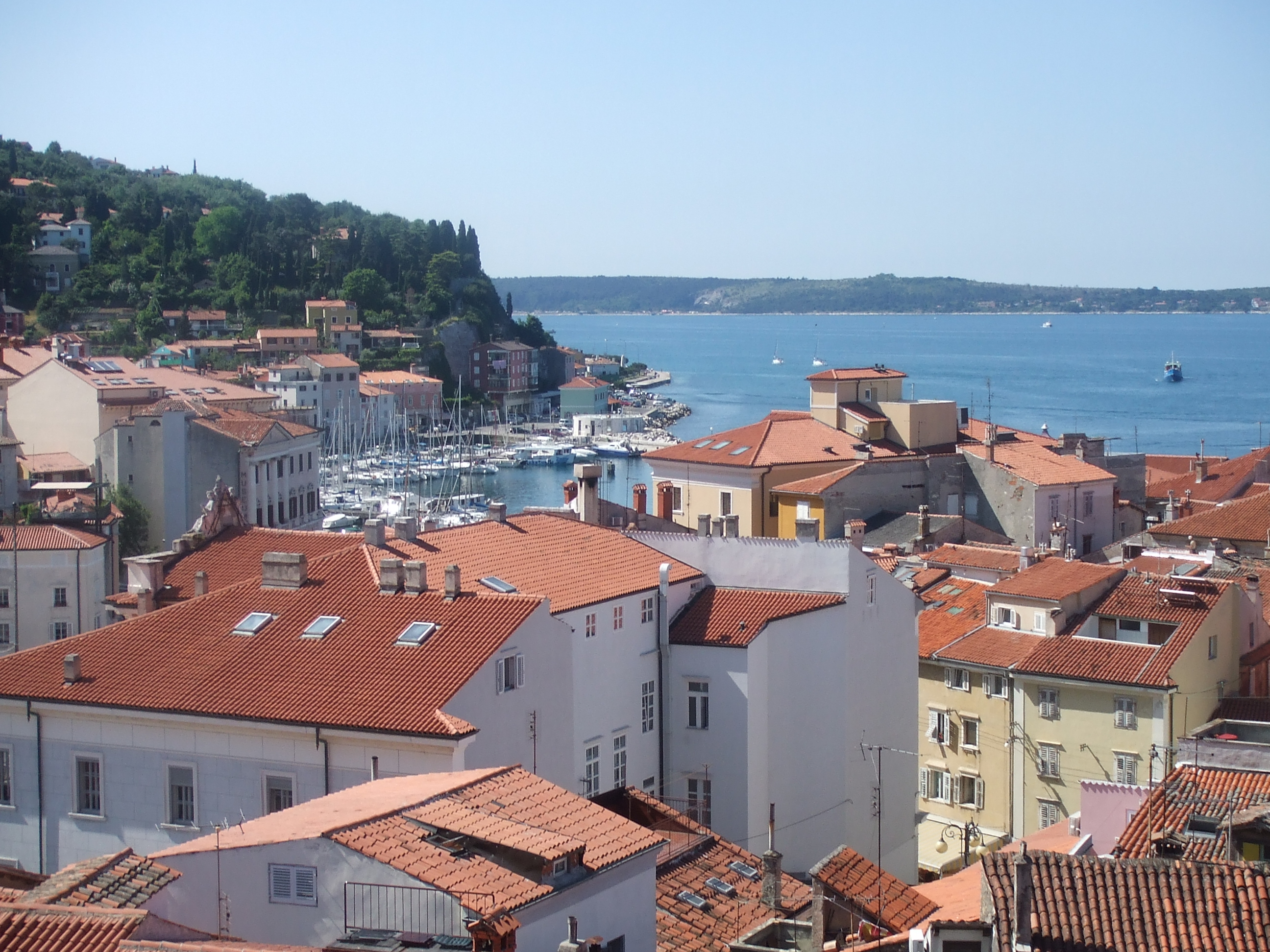
Idem
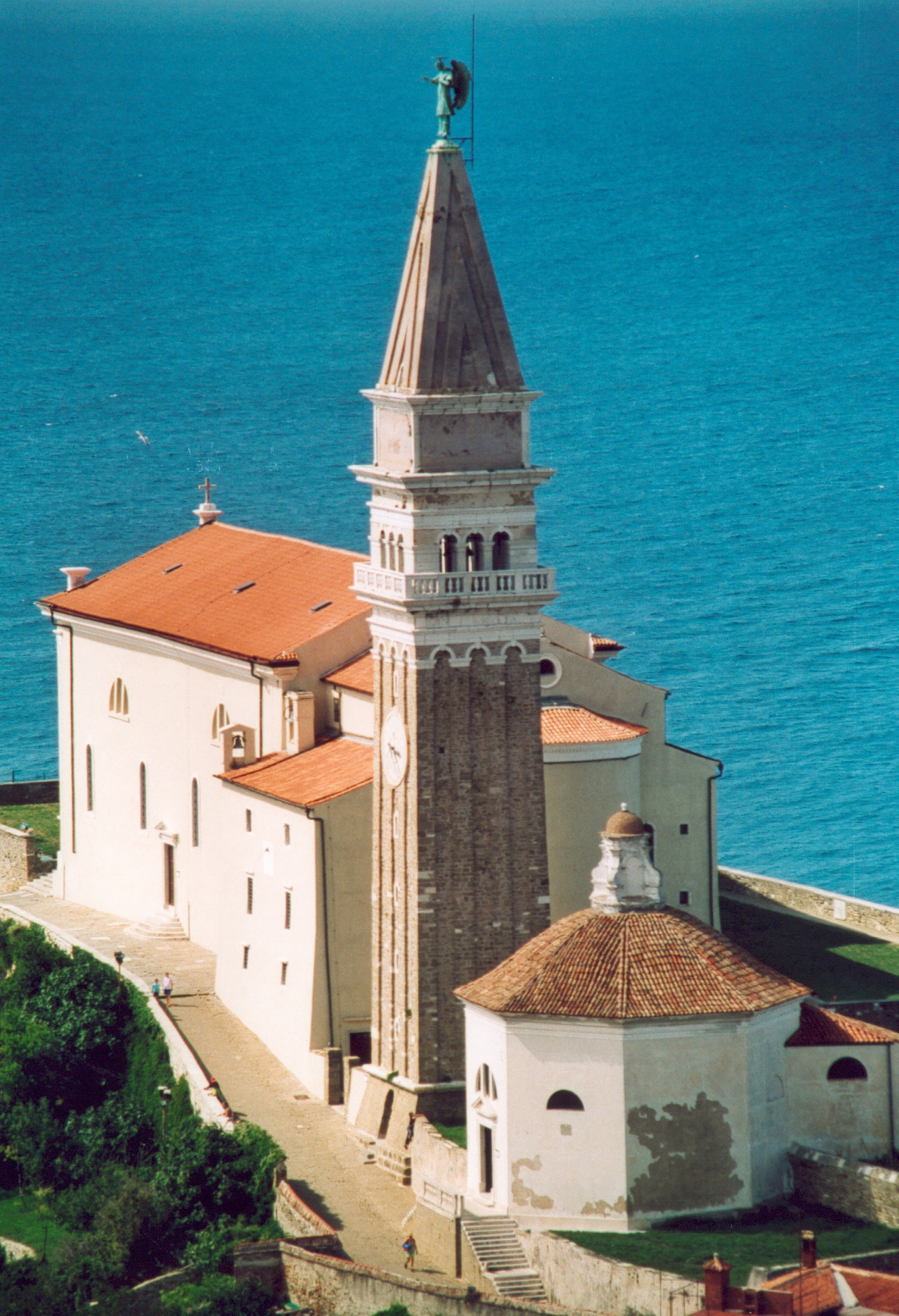
L'église San Giorgio
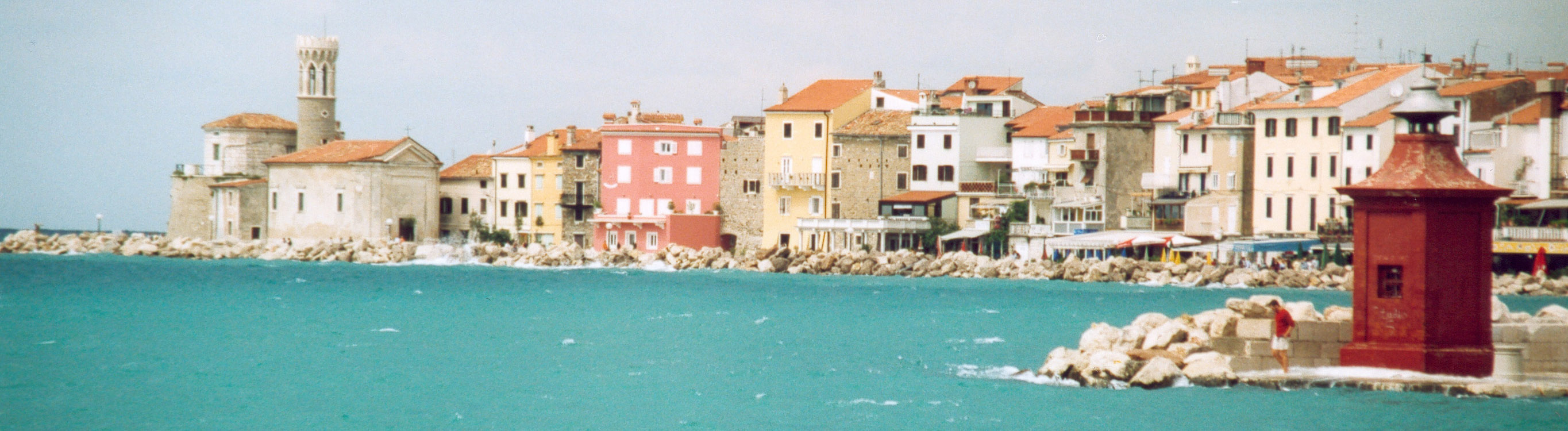
Vue de la côte
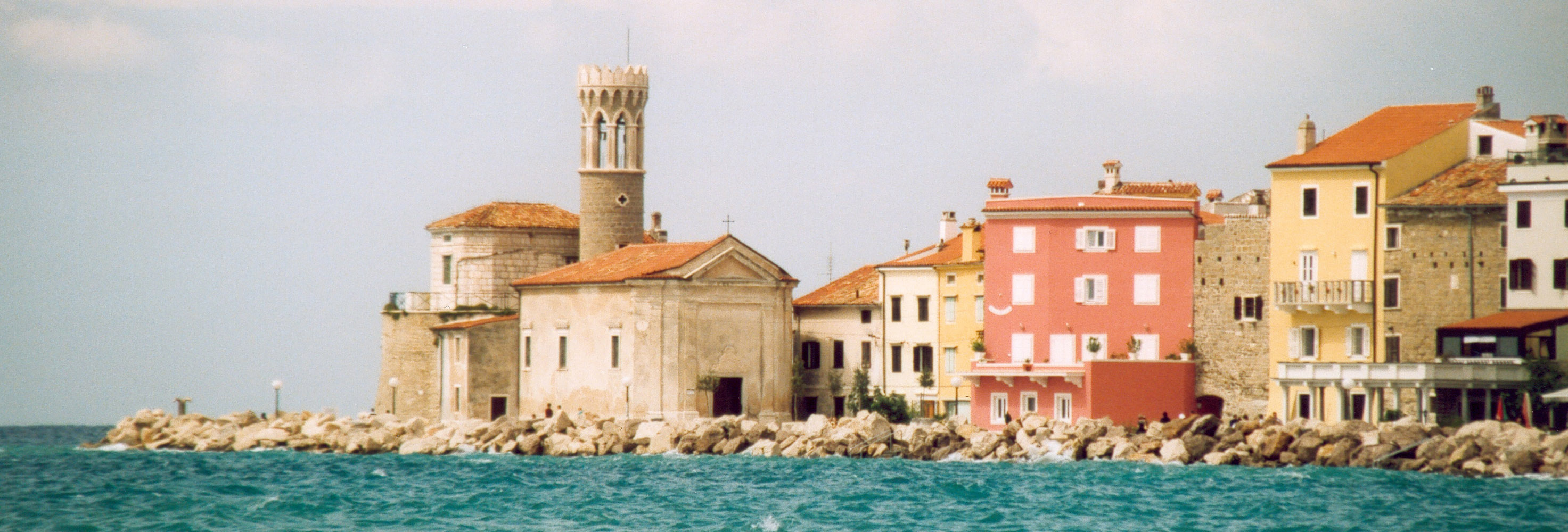
Idem
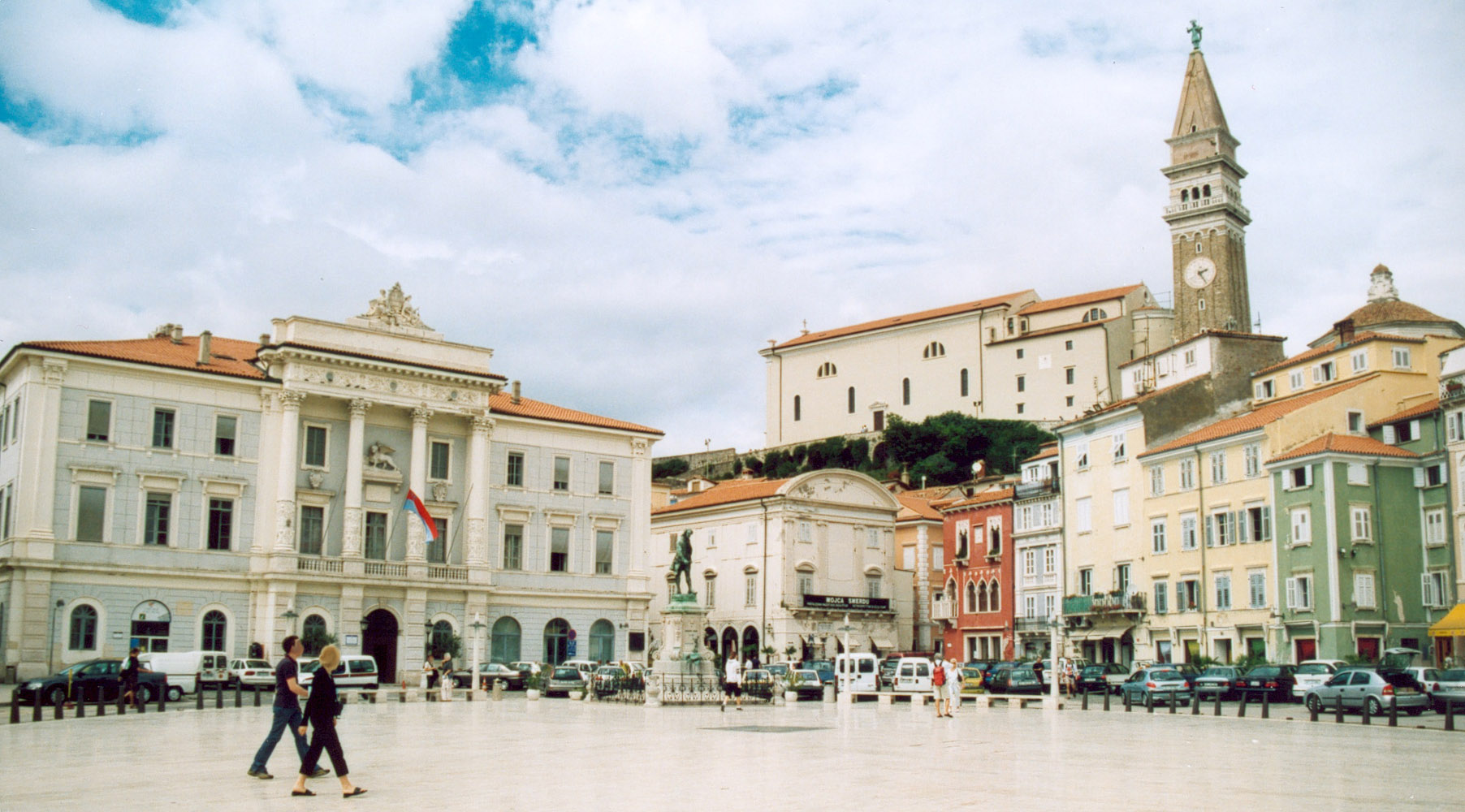
Place Tartini
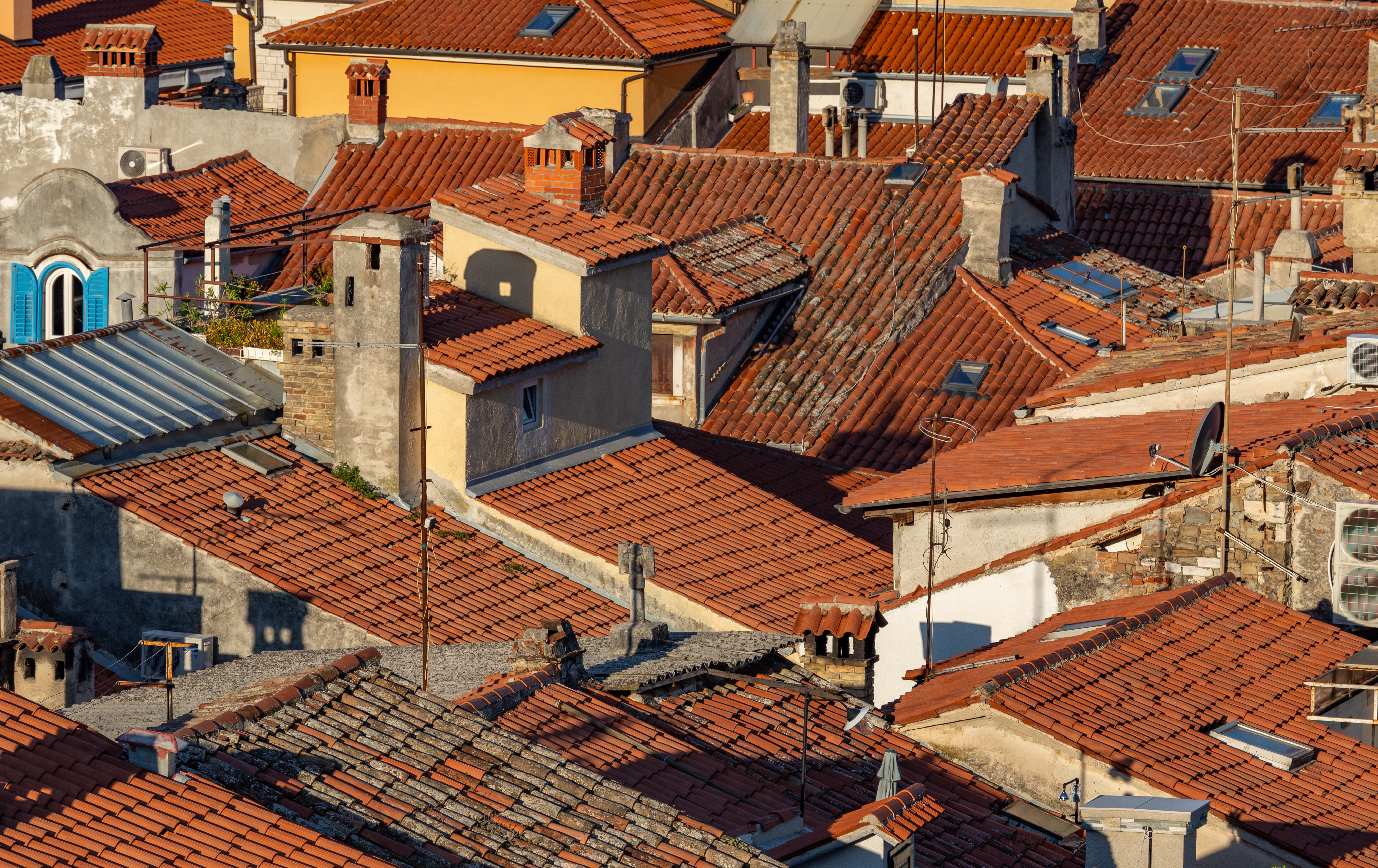
Vue des toits de Piran, depuis l'église de la paroisse Saint Georges.
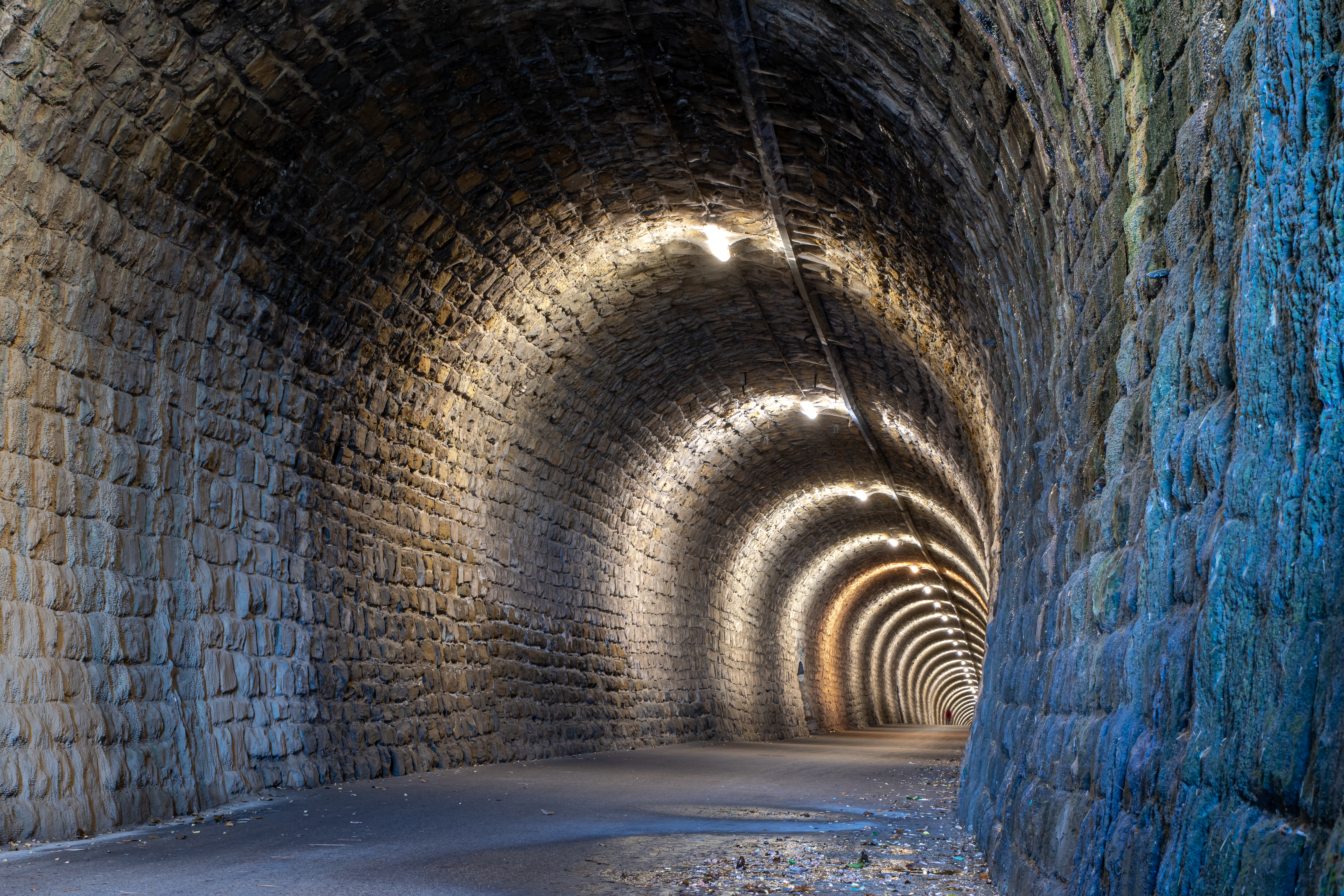
L'ancien tunnel ferroviaire de la Valeta, à Piran, entre les villages de Strunjan et Portorož. Cette ligne reliait Trieste et Poreč et était active entre 1902 et 1935.